# Parma (Nueva York)
Parma es un pueblo ubicado en el condado de Monroe en el estado estadounidense de Nueva York. En el año 2000 tenía una población de 14,822 habitantes y una densidad poblacional de 133 personas por km².

## Geografía
Parma se encuentra ubicado en las coordenadas 43°15′07″N 77°47′28″O / 43.25194, -77.79111.

## Demografía
Según la Oficina del Censo en 2000 los ingresos medios por hogar en la localidad eran de $53,189 y los ingresos medios por familia eran $60,686. Los hombres tenían unos ingresos medios de $42,566 frente a los $29,381 para las mujeres. La renta per cápita para la localidad era de $22,431. Alrededor del 4.1% de la población estaban por debajo del umbral de pobreza.